# Präventive Integration
Präventive Integration ist ein Terminus, der in der Hörgeschädigtenpädagogik die Integration der Behinderten bezeichnet.

## Geschichte und Definition
Der Begriff wurde von Breiner geprägt. Grundgedanke der präventiven Integration ist es, Begegnungen von hörenden und hörgeschädigten Kindern so zu gestalten, dass zuvorkommend Misserfolge und Fehlentwicklungen verhindert oder wenigstens gemildert werden. Das bedeutet in der Praxis, dass hörende Kinder in eine Förder- bzw. Sonderschule aufgenommen werden. Entscheidend ist hierbei nach Breiner, dass „… das gesamte Fördergeschehen zwar in Orientierung an Normen unserer Gesellschaft erfolgt, jedoch gleichzeitig auch die Bedingungen des Geschehens auf den Behinderten als den Schwächsten ausgerichtet …“ bleibt.
Präventive Integration zielt auf die Verbesserung der Chancen hörgeschädigter Kinder, die auf eine für ihre Bedürfnisse ausgerichtete Sonderschule besuchen müssen, weil sie dem Angebot der Regelschulen nicht gerecht werden können. Somit bleiben für die Hörgeschädigten die Vorteile der Sonderschule, wie spezielle Einrichtungen, Förderungen und im Gehörlosenwesen ausgebildete Pädagogen, erhalten. Mit dieser Maßnahme wird also der schulischen Isolation hörgeschädigter Kinder und damit einer schulischen Segregation vorgebeugt. Von Beginn an befinden sich die hörgeschädigten Kinder nicht in der „Ghetto-Situation“ einer reinen Klasse mit nur Hörgeschädigten.
Präventive Integration bedeutet in der Praxis:
- das Hereinholen normalhörender Schüler in eine Hörgeschädigtenklasse
- das Wirksamwerden eines Entwicklungsprozesses
- die Orientierung am hörgeschädigten Kind
- die Ausnutzung der Wirksamkeit der Gruppe

Dieses Modell findet etwa seit 1978 im Sonderkindergarten und seit 1992 in der Grundschule des Pfalzinstituts für Hören- und Kommunikation in Frankenthal/Pfalz praktische Anwendung.
 Zurzeit wird dieses Modell in Frankenthal in jeweils einer Klasse in den Stufen 1–4 verwendet, seit einigen Jahren auch in der Landesschule für Gehörlose und Schwerhörige, Neuwied, sowie in einigen Schulen in Österreich, z. B. der Josef-Rehrl-Schule, Salzburg, oder der Michael Reitter-Landesschule bzw. Landeslehranstalt für Hör- und Sehbildung in Linz/Donau.

## Kritik aus Sicht der lautsprachlich kommunizierenden Gehörlosen
Befürworter der Lautsprache sind normalerweise auch Befürworter der vollständigen Integration in normalhörenden Klassen, d. h. in Regelschulen. Daher wird an diesem Modell der präventiven Integration Kritik daran geübt, dass der Entwickler der präventiven Integration den Hörbehinderten „zu behutsam“ bzw. nur scheinbar integrativ schulen will. Denn den lautsprachlich orientierten Gehörlosen bzw. Fachleuten ist es ein Anliegen, dass Gehörlose mit der Realität konfrontiert werden müssen. Das bedeutet, dass Gehörlose nach diesem vollintegrativen Ansatz in normalhörenden Schulen geschult werden sollen, wo sie mit Problemen mit den Normalhörenden konfrontiert werden. Dies soll dem Kind helfen, Lösungsansätze für das tägliche Leben zu entwickeln und diese im Alltag direkt anwenden zu lernen.
Die Regelschule ist nach Meinung der Befürworter des vollintegrativen Ansatzes der einzig richtige Weg dafür, da gerade in der Schule auch für normalhörende Kinder die Lösungsbereitschaft für Konflikte gefördert werden soll und muss – auch mit Menschen mit Behinderungen. Dadurch, dass nichtbehinderte Kinder mit behinderten Kindern konfrontiert werden, kommen sie ebenfalls mit einer Realität in Kontakt, so dass sie entsprechende Sozialkompetenz entwickeln müssen und Menschen mit Behinderungen kennenlernen. Dies hat langfristig zur Folge, dass ein Kreislauf beginnt: Die Gesellschaft erhöht so nach und nach die Akzeptanz gegenüber den behinderten Menschen – ein weiterer positiver Effekt, der sich laut den Befürwortern des vollintegrativen Ansatzes zwangsläufig einstellen soll.
Bei der präventiven Integration hingegen werden die Kinder, die mit dem behinderten Kind zusammen zur Schule gehen sollen, vorselektiert. Das bedeutet, dass diese Kinder bereits von zu Hause aus bereits keine Berührungsängste mit behinderten Kindern haben. Somit wird das Ziel, das Kind auf den (beruflichen) Alltag mit alltäglichen kleinen Konflikten mit Hörenden vorzubereiten, nach der Meinung der Befürworter der Lautsprache verfehlt. Somit könne nicht von einer wirklichen Integration bzw. Vorbereitung auf den (beruflichen) Alltag gesprochen werden.